# Aristodem de Megalòpolis
Aristodem de Megalòpolis (en llatí Aristodemus, en grec Ἀριστόδημος) va ser tirà de Megalòpolis durant el regnat d'Antígon II Gònates, poc després de la formació de la Lliga Aquea.
Era nascut a Figales (Phigalea) i el seu pare es deia Artila. Va ser un dels molts tirans que es van establir per Grècia sota la influència dels macedonis.
Durant el seu govern Cleòmenes II d'Esparta i el seu fill Acrotat van envair el territori de Megalòpolis i es va lliurar una batalla en la qual Aristodem va derrotar a l'enemic i Acrotat va morir en la lluita.
Va morir un temps després assassinat per emissaris d'Edemos i Demòfanes, dos ciutadans de Megalòpolis del partit rival amics de Filòpemen. Pausànies va veure la seva tomba a la rodalia de Megalòpolis.